# جاسم كاظم العزاوي
العميد الركن المتقاعد جاسم كاظم العزاوي هو عسكري وسياسي عراقي، ولد في الخالص سنة 1926.
درس الابتدائي والمتوسطة والإعدادية في بعقوبة، وتخرج من الكلية العسكرية سنة 1947. شارك في حرب فلسطين سنة 1948، وتخرج من كلية الأركان سنة 1954.
كان ضابط احتياط في تنظيم الضباط الوطنيين، وساهم في ثورة 14 تموز 1958، وعين مرافقا وسكرتيرا شخصيا لعبد الكريم قاسم، وكان حينها برتبة رئيس أول (أي رائد).
بعد ثورة 8 شباط 1963، عين وزيرا مفوضا في وزار الخارجية، وعمل قائما بالأعمال في اليونان وليبيا، حتى استقال سنة 1965 من السلك الدبلوماسي.
شارك في ثورة 17 تموز 1968، وشغل بعدها منصب وزير الوحدة في حكومة عبد الرزاق النايف سنة 1968، ثم شغل منصب وزير الإصلاح الزراعي حتى عام 1969. عين بعدها سفيرا في وزارة الخارجية.
في 9 أيلول 1971، عين مديرا لمصلحة الموانئ العراقية، حتى 15 تشرين 1971، حيث أعيد إلى وزارة الخارجية.
عين سفيرا في اليابان عامي 1972 و 1973 ثم سفيرا في النمسا، ثم أحيل للتقاعد في عام 1974.

## مؤلفاته
- ثورة 14 تموز ..مذكرات العميد الركن المتقاعد جاسم كاظم العزاوي ـ دار المعرفة ـ بغداد عام 1990.